# Boké Dialloubé
Boké Dialloubé est une localité du nord-ouest du Sénégal. C'est le chef-lieu de la communauté rurale de Boké Dialloubé, créée en 2008, qui fait partie de l'arrondissement de Saldé, du département de Podor et de la région de Saint-Louis. Son premier Président est Souleymane Sow.
Avec sa superficie de 1 729 km2, elle jouxte le département de Linguère (région de Louga) à l'ouest et est limitée :
- au nord-ouest par l'arrondissement de Cas-Cas,
- au nord par le fleuve Sénégal et la Mauritanie,
- À l'est par la communauté rurale de Mbolo Birane

Elle est distante de 150 km de Podor, 300 km de Saint-Louis et 600 km de Dakar. Siège de la communauté rurale, Boke Dialloube se trouve à 7 km de la RN n°2 et est d'un accès relativement facile. Anciennement socle du canton Yirlaabes, la communauté rurale de Boké Dialloubé est le fief des Dialloubes et des Yirlaabes qui constituent la majorité de la population. Il semble que les deux groupes sont venus de la Mauritanie dans un ordre non encore élucidé, les Dialloubés se prévalant d'être les premiers occupants de la localité.